# Светкин, Юрий Владимирович
Юрий Владимирович Светкин (9 декабря 1920, Аткарск, Саратовская губерния — 23 августа 1988, Днепропетровск) — доктор химических наук, первый преподаватель химического факультета, защитивший докторскую диссертацию, участник Великой Отечественной войны.

## Биография
Светкин Юрий Владимирович родился 9 декабря 1920 года в Аткарске Саратовской области. В 1939 году получил аттестат о среднем образовании в Грозном, и в этом же году Молотовским РВК Юрий Владимирович был призван в Красную Армию.
С 1941 года принимал участие в боях Великой Отечественной войны. Воевал на Воронежском, 1-м и 2-м Украинских фронтах, освобождал Польшу, Чехословакию, Германию. Воевал в должностях командира взвода разведки, командира батареи, заместителя командира артиллерийского дивизиона. Награждён орденами: Александра Невского, Отечественной войны I степени, Отечественной войны II степени, Красной Звезды, а также медалями. Закончил службу в Вооружённых силах 26 марта 1946 года. После демобилизации поступил учиться на химический факультет Кишинёвского государственного университета. В 1956 году спешно защитил диссертацию. Позже приступил к работе в БашГУ.
В 1959 году ему было присвоено учёное звание доцента. 4 июля 1960 года доцент Ю. В. Светкин на Учёном совете БашГУ был избран на должность заведующего кафедрой органической и неорганической химии. 27 августа 1961 года Юрий Владимирович уволился из университета. В период с 1961 по 1965 год работал заведующим спецлабораторией Молдавского научно-исследовательского института пищевой промышленности. В 1965 году Юрий Владимирович возвращается в Уфу в БашГУ на должность заведующего кафедрой органической химии. В этот период он завершает работу над диссертацией, и далее в Пермском государственном университете им. А. М. Горького успешно защищает докторскую диссертацию на тему «Синтезы на основе кетена и продуктов его дальнейшего превращения». Решением от 4 ноября 1970 года Высшей аттестационной комиссией Юрию Владимировичу Светкину было присвоено учёное звание профессора по кафедре «Органической химии».
В университете Юрий Владимирович читал общий курс органической химии и спецкурсы по теоретическим основам органической химии, кинетике органических реакций, руководил спецпрактикумами по органическому синтезу и полярографии органических соединений.
Научные интересы Юрия Владимировича лежали в области химии кетенов и их производных. Им был исследован процесс ацетилирования кетенов, предложен простой и оригинальный путь хлорацетилирования с целью получения красителей, антибиотиков, плёночных материалов, открыты ряд интересных реакций: хлорацетилирование через кетен; новый синтез тиазола на основе смешанного тиазола; реакция получения дикетопиперазинов. Кафедра, руководимая профессором Ю. В. Светкиным, проводила большую хоздоговорную работу с предприятиями Уфы, Ленинграда и Иркутска. Результаты исследований были внедрены на заводе «Сибтяжмаш» Красноярска. Ряд синтезированных соединений прошли положительные испытания на полях Башкирии в качестве стимуляторов роста сельхозкультур.
Под руководством Юрия Владимировича защищено более 10 кандидатских диссертаций, опубликовано свыше 200 научных трудов и получено свыше 60 авторских свидетельств СССР.
Юрий Владимирович принимал активное участие в общественной жизни университета, был председателем профбюро факультета, членом Президиума БРП ВХО им. Д. И. Менделеева. В период с 1968 по 1970 год Юрий Владимирович Светкин исполнял обязанности декана факультета.
Впервые на химическом факультете в 1970 году Юрий Владимирович организовал и провёл межвузовскую научную конференцию, посвящённую 100-летию со дня рождения В. И. Ленина. В этом же году был награждён юбилейной медалью «За доблестный труд». В связи с избранием по конкурсу на должность заведующего кафедрой химической технологии пластических масс Днепропетровского химико-технологического института Юрий Владимирович 1 декабря 1975 года уволился из университета. На новом месте он проработал до 1986 года.
Умер Юрий Владимирович 23 августа 1988 года в Днепропетровске.